# Jubba
Jubba (Juba, Djuba, Djeb, Djub, Giuba) er 1.658 km lang somalisk flod som dannes ved den somalisk-etiopiske grænse ved sammenløb af kildefloderne Dawa og Genale som kommer fra de etiopiske bjerge. Juba løber sydpå gennem den sydvestsomaliske historiske region Jubaland og udmunder i det Indiske Ocean lidt nord for byen Kismayu. Den kan befares af små skibe, men indløbet er meget besværligt, da det spærres af en farlig barre, som kun har 2 m vand. Floden har et afvandingsområde på 497.626 km².
Det første europæer i Jubba-området var jesuitten Jerónimo Lobo, som i 1624 prøvede at følge floden ind til Etiopien (som den tids europæere kendte som et kristent rige midt i det hedenske Afrika), men blev afskrækket af at skulle gennem ni forskellige folkeslag, som var i konstant krig, så han vendte tilbage til Portugisisk Indien for at finde en anden vej til Etiopien.
Godt et par hundrede år senere sejlede baron Karl Klaus von der Decken op ad floden på dampskibet Welf i 1865. Skibet blev slået til vrag i strømmen ovenfor Baardheere (Bardera), hvor ekspeditionen blev angrebet af lokale somalier og von der Decken blev dræbt. Endelig blev flodens nederste 600 kilometer i 1891 udforsket af F.G. Dundas fra den britiske flåde.
Frem til 1925 dannede flodens nedre løb grænse mellem Britisk og Italiensk Østafrika, hvorefter Italien fik overdraget det såkaldte Trans-Juba.
Krigspartiet Juba Valley Alliance i Somalia har taget navn efter floden. Det samme har de to forvaltningsregioner Jubbada Dhexe (Midter-Juba) og Jubbada Hoose (Nedre Jubba).